# Kristinehamns kyrka
Kristinehamns kyrka är en kyrkobyggnad belägen i centrala Kristinehamn i Värmland.

## Beskrivning
Kyrkan tillhör de tidigaste exemplen på nygotik i Sverige. Den är murad i tegel och de blottade tegelmurarna har rikt utbildade blinderingar och skarpt profilerade muröppningar. Kyrkorummet är välvt i medeltida katedralstil och har ett treskeppigt långhus med utbyggt tresidigt avslutat kor. Byggnaden har dubbla västtorn samt en avdelad sakristia i långhusets nordöstra hörn. Kyrkan har en ingång i väster samt en på vardera nord- och sydsidan.

## Historik

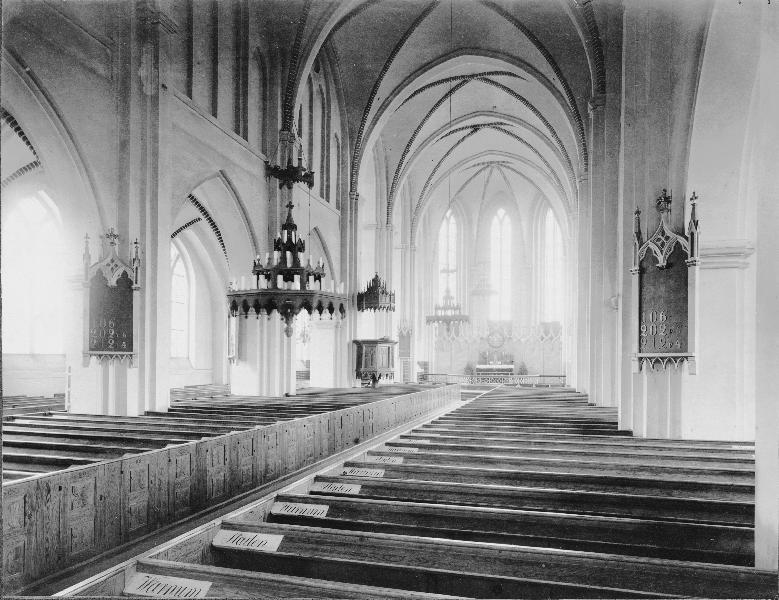
Interiör

Kristinehamns kyrka är stadens andra. När Kristinehamn fick stadsrättigheter 1642 flyttades den tidigare sockenkyrkan från Varnum in till Kristinehamn, cirka 300 meter nordväst om den nuvarande kyrkans placering. Den gamla kyrkan övergavs 1858 när den nya kyrkan var färdig. 
Kristinehamns kyrka ritades av professor Carl Georg Brunius 1846, och uppfördes 1847–1858. 
Vid kyrkans inre restaurering 1936–1937 gjordes vissa förändringar av kyrkorummets utformning och fasta inredning, däribland avdelades sakristian i långhusets nordöstra hörn. Den konsekvent formgivna altaruppsatsen och predikstolen ersattes av barockarbeten bevarade från den gamla kyrkan. Därefter har kyrkan genomgått mycket få förändringar.

## Orglar
- på 1660-talet skänkte generalinspektören Chrispin Flygge en orgel med 9 stämmor. Orgeln utökades 1708 med pedal av Johan Niclas Cahman, Stockholm och har nu (14) 15 stämmor.[2] Orgeln flyttades 1859 till Lungsunds kyrka.

| Manualen        | Pedalen      |
| Kvintadena 16'  | Principal 8' |
| Principal 8'    | Oktava 4'    |
| Gedack 8'       | Kvinta 3'    |
| Oktava 4'       | Oktava 2'    |
| Kvinta 3'       | Basun        |
| Oktava 2'       | Trumpet 8'   |
| Scharf III      |              |
| Sesquialtera II |              |
| Trumpet 8'      |              |

Kyrkan har tre orglar: en läktarorgel (E. A. Setterquist & Son, 1921), en kororgel (Nye orgelbyggeri, 1994) och en altarorgel (Magnusson, 1955). 

### Läktarorgeln
- 1858 byggde Carl Johan Fogelberg och Sven Fogelberg en orgel med 34 stämmor.
- Dagens läktarorgeln är byggd 1921 av E A Setterquist & Son, Örebro. Den har 42 stämmor fördelade på tre manualer och pedal. Fasadpiporna är stumma. Den disponerades och avsynades av Otto Olsson och är bevarad helt i ursprungligt skick. Orgeln renoverades 1981 av Bröderna Moberg, Sandviken. Fasaden är från 1858 års orgel.

Disposition:
| Manual I        | Manual II           | Manual III          | Pedal         | Koppel      |
| Principal 16´   | Borduna 16´         | Gedackt 16´         | Principal 16´ | I/P         |
| Borduna 16´     | Principal 8´        | Basetthorn 8´       | Violon 16´    | II/P        |
| Principal 8´    | Flûte harmonique 8´ | Rörflöjt 8´         | Subbas 16´    | III/P       |
| Dubbelflöjt 8´  | Borduna 8´          | Salicional 8´       | Ekobas 16´    | II/I        |
| Dolce 8´        | Fugara 8´           | Voix céleste 8´     | Quinta 12´    | III/I       |
| Gamba 8´        | Gemshorn 4´         | Violin 8´           | Borduna 8´    | III/II      |
| Oktava 4´       | Flöjt 4´            | Eolin 8´            | Violoncell 8´ | I 4´/I      |
| Oktava 2'       | Kvinta 2 2/3´       | Flûte octaviante 4´ | Oktava 4´     | II 16´/I    |
| Chornett 4 chor | Flageolett 2´       | Salicet 4´          | Basun 16´     | III 16´/III |
| Trumpet 16´     | Klarinett 8´        | Waldflöjt 2´        | Trumpet 8´    |             |
| Trumpet 8´      | Corno 8´            | Euphone 8´          |               |             |
|                 |                     | Crescendosvällare   |               |             |

Kollektiver: Piano, Mezzoforte, Forte, Tutti. 16 fria kombinationer (mekaniskt inställbara)
Barkermaskin: I
Registersvällare
Mekanisk/pneumatisk traktur, rörpneumatisk registratur, rooseweltlådor. Från tredje manualen kan även altarorgeln spelas.

### Kororgeln
Kororgeln är byggd av Nye Orgelbyggeri 1994 och har 21 stämmor fördelade på två manualer och pedal.
Disposition:
| Huvudverk           | Bröstverk    | Pedal                          | Koppel  |
| Principal 8´        | Gedackt 8´   | Subbas 16´                     | I/P     |
| Hohlflöjt 8´        | Principal 4´ | Principal 8´ (växelregister)   | II/P    |
| Octava 4´           | Flöjt 4´     | Salzional 8´ (växelregister)   | II 4'/P |
| Rörflöjt 4´         | Octava 2´    | Octava 4´ (växelregister)      | II/I    |
| Gemshorn 2´         | Scharf II    | Rauschquint II (växelregister) |         |
| Cornett IV          | Vox humana   | Trumpet 8´ (växelregister)     |         |
| Rauschquint II´     |              |                                |         |
| Mixtur II utan ters |              |                                |         |
| Mixtur II med ters  |              |                                |         |
| Trumpet 8´          |              |                                |         |

Mekanisk traktur. 
Bröstverket är även spelbart från orgelns baksida som vetter mot Mariakapellet och kan därmed användas vid dop. Här finns också en bihängd pedal.

### Altarorgeln
Bakom altaruppsatsen står en enmanualig altarorgel om fyra stämmor. Den är byggd av A. Magnussons Orgelbyggeri AB, Göteborg, år 1955 och har ett portabelt spelbord med elektriskpneumatisk traktur. Orgeln är även spelbar från läktarorgelns tredje manual.
Disposition:
|               |
| Gedakt 8’     |
| Rörflöjt 4’   |
| Nachthorn 2’  |
| Kvinta 1 1/3’ |

### Diskografi
Inspelningar av musik framförd på kyrkans orglar.
- Organ music. Vol. 1, Gregorian pieces / Olsson, Otto, kompositör ; Jullander, Sverker, orgel. CD. Daphne 1011. 1999.
- Organ music. Vol. 2, Choral pieces / Olsson, Otto, kompositör ; Jullander, Sverker, orgel. CD. Daphne 1013. 2000.
- Romantica / Arnér, Gotthard, orgel. LP. Proprius PROP 7848. 1981.
- Symfonica / Arnér, Gotthard, orgel. LP. Proprius PROP 7868. 1982.